# Club América
Az 1916-ban alapított Club de Fútbol América a mexikói labdarúgás egyik meghatározó csapata, klubszínei a sárga és a kék. Otthona az ország legnagyobb stadionja, a mexikóvárosi Estadio Azteca. Az együttes egyike annak a két csapatnak, amely eddig a mexikói bajnokság minden szezonjában az első osztályban játszott (a másik a Guadalajara). A bajnokságot 15 alkalommal nyerték meg, ezzel a legsikeresebb csapatnak számítanak. A mexikói kupában 6-szor végeztek az élen, emellett a CONCACAF-bajnokok ligája sorozatban 7 győzelemmel szintén a ranglista első helyén állnak.
Egy 2013-as felmérés szerint a második legnépszerűbb csapat az országban és a legnépszerűbb a Mexikóvárosi klubok közül. Egyúttal viszont országos szinten a legellenszenvesebb csapat is a szurkolók köreiben.

## Története

### Az amatőr ligákban
A klubot 1916-ban alapította néhány fiatal, köztük Rafael Garza Gutiérrez (Récord) és Germán Núñez Cortina. Eleinte főként katolikus iskolák udvarain játszottak, majd nemsokára a Liga Mayorba, az akkori legmagasabb osztályú fővárosi bajnokságba kerültek. Első győzelmüket az 1917–1918-as szezonban érték el: 2–0-ra legyőzték a Deportivo Español csapatát.
1923-ban a Guatemalában vendégszereplő América lett az első mexikói csapat, mely külföldön lépett pályára. Itt született meg a mexikói fociban azóta is gyakran hallott „harci kiáltás”, a „chiquitibum a la bim bom ba”. Első fővárosi bajnoki címüket az 1925–1926-os szezonban szerezték meg, majd a következő két évben kétszer megismételték: így megkapták a Challenger-kupát, melyet a három egymást követő évben győztes csapat érdemel ki. Az első, 1930-as labdarúgó-világbajnokságon szereplő mexikói válogatott kerete az América játékosain alapult.
A 30-as években a kiöregedő nagyok helyére fiatalabb nemzedék lépett, de ők is értek el sikert: 1938-ban megnyerték a mexikói kupát.

### A professzionális bajnokságban
Az 1940–1941-es szezonban a Liga Mayor túlnőtt Mexikóvároson: Jalisco és Veracruz államokból is hívtak meg csapatokat, később a bővítés folytatódott. Ennek köszönhető, hogy 1943-ban a kupa keretein belül megkezdődött a Guadalajara elleni csaták sorozata: máig ez Mexikó egyik legnagyobb rangadója. Az első összecsapást a guadalajarai Chivas nyerte 1–0 arányban. A bajnokságban a két csapat első mérkőzését szintén a Chivas nyerte, 3–1-re, ám a másodikon az América 7–2-re kiütötte őket.
Az addig viszonylag jól szereplő csapat az 50-es évek elején válságba jutott. Mind gazdasági, mind szakmai téren sokasodtak a gondok, többször is hajszálon múlt, hogy megúszták a kiesést. A kupát viszont 1954-ben és 1955-ben is sikerült megnyerniük. A következő időkben még jobban elmélyült a rivalizálás a Guadalajarával, 1959-ben kezdték el Clásico de Clásicos néven emlegetni a két csapat rangadóját.
Még két kupagyőzelem (1964, 1965) után megszerezték első bajnoki címüket is a ligában: az 1965–1966-os idényben végeztek az élen. Az 1966-os év más szempontból is rendkívüli fontosságú volt: felépült az új stadion, a hatalmas Estadio Azteca, melynek ünnepélyes nyitómeccsén is az América játszott.
Amikor az 1970–1971-es szezonban bevezették a rájátszásos rendszert, szintén sikerült megszerezni a bajnoki győzelmet: a döntőben a Deportivo Toluca vörös ördögeit győzték le. 1974-ben újabb kupagyőzelem, majd 1976-ban bajnoki győzelem következett, a 80-as évek közepén pedig újabb sikersorozat kezdődött: 1984-ben a nagy rivális Guadalajara döntőbeli legyőzésével ismét bajnokok lettek, és megnyerték a következő két bajnokságot is: az 1984–1985-öset és az 1985-ös Prode bajnokságot. Ezután kétéves „szünet következett”, de 1988-ban és 1989-ben duplázni tudtak. A következő évtizedekben változó sikerrel szerepeltek, de több bajnoki címet is begyűjtöttek: a 2002-es nyári, a 2005-ös Apertura, a 2013-as Clausura, a 2014-es Apertura, a 2018-as Apertura, a 2023-as Apertura és a 2024-es Clausura bajnokságot nyerték meg, közben pedig a 2013-as Aperturában ezüstérmesek lettek a León mögött.

## Nemzetközi szereplés
Az América 7-szer jutott be a CONCACAF-bajnokok ligája döntőjébe (1977, 1987, 1990, 1992, 2006, 2015, 2016) és mind a 7 alkalommal győztesként hagyta el a pályát. A Copa Interamericana sorozatban 1978-ban és 1991-ben hódították el a kupát, míg a CONCACAF-óriások kupáját 2001-ben nyerték meg.

## Bajnoki eredményei
A csapat első osztályú szereplése során az alábbi eredményeket érte el:

### A régi rendszerben
| Év        | Helyezés |
| --------- | -------- |
| 1943–1944 | 8. hely  |
| 1944–1945 | 9. hely  |
| 1945–1946 | 14. hely |
| 1946–1947 | 14. hely |
| 1947–1948 | 10. hely |
| 1948–1949 | 13. hely |
| 1949–1950 | 8. hely  |
| 1950–1951 | 10. hely |
| 1951–1952 | 11. hely |
| 1952–1953 | 11. hely |
| 1953–1954 | 9. hely  |
| 1954–1955 | 5. hely  |
| 1955–1956 | 8. hely  |
| 1956–1957 | 11. hely |
| 1957–1958 | 10. hely |
| 1958–1959 | 4. hely  |
| 1959–1960 | 2. hely  |
| 1960–1961 | 6. hely  |
| 1961–1962 | 2. hely  |
| 1962–1963 | 3. hely  |
| 1963–1964 | 2. hely  |
| 1964–1965 | 4. hely  |
| 1965–1966 | Bajnok   |
| 1966–1967 | 2. hely  |
| 1967–1968 | 9. hely  |
| 1968–1969 | 5. hely  |
| 1969–1970 | 6. hely  |

### A rájátszásos rendszerben
| Év                | Alapszakasz-helyezés                                                          | Eredmény a rájátszásban |
| ----------------- | ----------------------------------------------------------------------------- | ----------------------- |
| México 1970       | 9. hely                                                                       | 14. hely                |
| 1970–1971         | 1. hely                                                                       | Bajnok                  |
| 1971–1972         | 2. hely                                                                       | 2. hely                 |
| 1972–1973         | 4. hely                                                                       |                         |
| 1973–1974         | 8. hely                                                                       |                         |
| 1974–1975         | 5. hely                                                                       |                         |
| 1975–1976         | 1. hely                                                                       | Bajnok                  |
| 1976–1977         | 2. hely                                                                       | Negyeddöntős            |
| 1977–1978         | 1. hely                                                                       | Negyeddöntős            |
| 1978–1979         | 10. hely                                                                      | Negyeddöntős            |
| 1979–1980         | 1. hely                                                                       | Negyeddöntős            |
| 1980–1981         | 13. hely                                                                      |                         |
| 1981–1982         | 2. hely                                                                       | Elődöntős               |
| 1982–1983         | 1. hely                                                                       | Elődöntős               |
| 1983–1984         | 1. hely                                                                       | Bajnok                  |
| 1984–1985         | 4. hely                                                                       | Bajnok                  |
| Prode 1985        | 2. hely                                                                       | Bajnok                  |
| México 1986       | 4. hely                                                                       | Elődöntős               |
| 1986–1987         | 3. hely                                                                       | Negyeddöntős            |
| 1987–1988         | 1. hely                                                                       | Bajnok                  |
| 1988–1989         | 6. hely                                                                       | Bajnok                  |
| 1989–1990         | 1. hely                                                                       | Elődöntős               |
| 1990–1991         | 4. hely                                                                       | 2. hely                 |
| 1991–1992         | 10. hely                                                                      |                         |
| 1992–1993         | 3. hely                                                                       | Elődöntős               |
| 1993–1994         | 8. hely                                                                       | Elődöntős               |
| 1994–1995         | 2. hely                                                                       | Elődöntős               |
| 1995–1996         | 11. hely                                                                      | Elődöntős               |
| 1996 tél          | 15. hely                                                                      |                         |
| 1997 nyár         | 1. hely                                                                       | Negyeddöntős            |
| 1997 tél          | 4. hely                                                                       | Elődöntős               |
| 1998 nyár         | 6. hely                                                                       | Elődöntős               |
| 1998 tél          | 10. hely                                                                      |                         |
| 1999 nyár         | 4. hely                                                                       | Negyeddöntős            |
| 1999 tél          | 4. hely                                                                       | Elődöntős               |
| 2000 nyár         | 9. hely                                                                       |                         |
| 2000 tél          | 7. hely                                                                       | Negyeddöntős            |
| 2001 nyár         | 1. hely                                                                       | Elődöntős               |
| 2001 tél          | 9. hely                                                                       |                         |
| 2002 nyár         | 8. hely                                                                       | Bajnok                  |
| 2002 Apertura     | 1. hely                                                                       | Negyeddöntős            |
| 2003 Clausura     | 10. hely                                                                      |                         |
| 2003 Apertura     | 9. hely                                                                       |                         |
| 2004 Clausura     | 4. hely                                                                       | Negyeddöntős            |
| 2004 Apertura     | 13. hely                                                                      |                         |
| 2005 Clausura     | 3. hely                                                                       | Bajnok                  |
| 2005 Apertura     | 1. hely                                                                       | Negyeddöntős            |
| 2006 Clausura     | 13. hely                                                                      |                         |
| 2006 Apertura     | 3. hely                                                                       | Elődöntős               |
| 2007 Clausura     | 3. hely                                                                       | 2. hely                 |
| 2007 Apertura     | 6. hely                                                                       |                         |
| 2008 Clausura     | 18. hely                                                                      |                         |
| 2008 Apertura     | 13. hely                                                                      |                         |
| 2009 Clausura     | 8. hely                                                                       |                         |
| 2009 Apertura     | 4. hely                                                                       | Negyeddöntős            |
| 2010 Bicentenario | 6. hely                                                                       | Negyeddöntős            |
| 2010 Apertura     | 4. hely                                                                       | Elődöntős               |
| 2011 Clausura     | 6. hely                                                                       | Negyeddöntős            |
| 2011 Apertura     | 17. hely                                                                      |                         |
| 2012 Clausura     | 3. hely                                                                       | Elődöntős               |
| 2012 Apertura     | 4. hely                                                                       | Elődöntős               |
| 2013 Clausura     | 2. hely                                                                       | Bajnok                  |
| 2013 Apertura     | 1. hely                                                                       | 2. hely                 |
| 2014 Clausura     | 5. hely                                                                       | Negyeddöntős            |
| 2014 Apertura     | 1. hely                                                                       | Bajnok                  |
| 2015 Clausura     | 2. hely                                                                       | Negyeddöntős            |
| 2015 Apertura     | 6. hely                                                                       | Elődöntős               |
| 2016 Clausura     | 4. hely                                                                       | Elődöntős               |
| 2016 Apertura     | 5. hely                                                                       | 2. hely                 |
| 2017 Clausura     | 9. hely                                                                       |                         |
| 2017 Apertura     | 3. hely                                                                       | Elődöntős               |
| 2018 Clausura     | 2. hely                                                                       | Elődöntős               |
| 2018 Apertura     | 2. hely                                                                       | Bajnok                  |
| 2019 Clausura     | 5. hely                                                                       | Elődöntős               |
| 2019 Apertura     | 6. hely                                                                       | 2. hely                 |
| 2020 Clausura     | 4. hely Nem hivatalos eredmény, mivel a bajnokságot 10 forduló után törölték. |                         |
| 2020 Apertura     | 3. hely                                                                       | Negyeddöntős            |
| 2021 Clausura     | 2. hely                                                                       | Negyeddöntős            |
| 2021 Apertura     | 1. hely                                                                       | Negyeddöntős            |
| 2022 Clausura     | 4. hely                                                                       | Elődöntős               |
| 2022 Apertura     | 1. hely                                                                       | Elődöntős               |
| 2023 Clausura     | 2. hely                                                                       | Elődöntős               |
| 2023 Apertura     | 1. hely                                                                       | Bajnok                  |
| 2024 Clausura     | 1. hely                                                                       | Bajnok                  |

## Játékosok

### Játékoskeret
A 2021. december 23-i állapot:
| #  |     | Poszt | Név                |
| -- | --- | ----- | ------------------ |
| 2  | MEX | V     | Luis Fuentes       |
| 3  | MEX | V     | Jorge Sánchez      |
| 4  | URU | V     | Sebastián Cáceres  |
| 5  | PER | KP    | Pedro Aquino       |
| 6  | MEX | KP    | Fernando Madrigal  |
| 7  | ARG | KP    | Leonardo Suárez    |
| 8  | ESP | KP    | Álvaro Fidalgo     |
| 9  | COL | CS    | Roger Martínez     |
| 12 | MEX | KP    | Mario Osuna        |
| 13 | MEX | K     | Guillermo Ochoa () |
| 18 | PAR | V     | Bruno Valdez       |
| 19 | ARG | V     | Emanuel Aguilera   |

| #  |     | Poszt | Név                                            |
| -- | --- | ----- | ---------------------------------------------- |
| 20 | PAR | KP    | Richard Sánchez                                |
| 21 | MEX | CS    | Henry Martín                                   |
| 23 | GUA | KP    | Antonio López                                  |
| 24 | URU | CS    | Federico Viñas                                 |
| 25 | MEX | V     | Jordan Silva (kölcsönben a Tijuana csapatától) |
| 26 | MEX | V     | Salvador Reyes                                 |
| 27 | MEX | K     | Óscar Jiménez                                  |
| 28 | MEX | KP    | Mauro Lainez (kölcsönben a Tijuana csapatától) |
| 29 | MEX | V     | Miguel Layún                                   |
| 34 | MEX | KP    | Santiago Naveda                                |
| —  | MEX | KP    | Jonathan dos Santos                            |
| —  | CHI | KP    | Diego Valdés                                   |

## Stadion
A csapat otthona a 105 164 férőhelyes dél-mexikóvárosi Estadio Azteca, mely egész Mexikó legnagyobb befogadóképességű arénája. A stadiont 1962-ben kezdték építeni és 1966-ban avatták fel, az ünnepélyes nyitómeccsen is a Club América játszott, méghozzá 2–2-es döntetlent az olasz Club Italiano Torinóval. Később ebben a stadionban rendezték meg az 1970-es és az 1986-os labdarúgó-világbajnokság több összecsapását, köztük 1970-ben az „évszázad mérkőzését”, az olasz sikerrel zárult Olaszország–NSZK elődöntőt és 1986-ban az Argentína–Anglia meccset, mely Diego Maradona góljairól maradt emlékezetes: itt szerezte a híres kezezős gólját, majd az évszázad gólját is.
Az észak-déli tájolású pálya mérete 105 m × 68 m. A gyepszőnyeg 9 méterrel fekszik az utca szintje alatt és speciális vízelvezető-rendszerének köszönhetően bármilyen zivatar után azonnal játékra alkalmas, tócsamentes.

## Utánpótlás
A csapat rendkívül kiterjedt utánpótlásakadémia-rendszerrel rendelkezik. A csapat becenevére (Águilas, vagyis Sasok) utalva ezeket az iskolákat Nido de Águilának, vagyis Sasfészeknek nevezik, ahol a „sasfiókokat” nevelik.
Csak Mexikóvárosban 23 ilyen sasfészek működik, de még az Amerikai Egyesült Államok területén is kiépítettek fészkeket. A vidéki Mexikóban pedig a következő városokban található Nido de Águila: Chetumal (Quintana Roo állam), San Andrés Cholula (Puebla), Ciudad Juárez (Chihuahua), Fortín de las Flores (Veracruz), Huauchinango (Puebla), Los Mochis (Sinaloa), Mérida (Yucatán), Mazatlán (Sinaloa), Pachuca de Soto (Hidalgo), Tlajomulco de Zúñiga (Jalisco), San Miguel Allende (Guanajuato), San Luis Potosí (San Luis Potosí), San Juan del Río (Querétaro), Villahermosa (Tabasco), Tuxtla Gutiérrez (Chiapas) és Heroica Zitácuaro (Michoacán).